# 大師橄欖球聯賽
大師橄欖球聯賽（Masters Rugby League）是橄欖球聯賽的衍生版本，適用於年齡範圍廣泛的年齡較大，半退休和業餘的球員和職員。1992年，澳大利亚布里斯班和新西兰开始舉辦橄榄球大师联赛，後來加拿大和英國也開始舉辦該類賽事。